# Ленінопад
Ленінопа́д — хвиля демонтажів пам'ятників Володимиру Леніну та іншим комуністичним, радянським політичним діячам XX століття в Україні, що розпочалася під час Євромайдану у 2013—2014.
Частина громадян України розглядає це як стихійний процес, інша частина як процес, ініційований певною групою осіб і організацій, які були зацікавлені у зміні влади, впливі на громадську думку в напрямку її радикалізації і, отже цілеспрямовано організовували і фінансували ці заходи. Існує також думка про важливість проведення таких заходів для українського суспільства з метою звільнення свідомості громадян від радянських ідеологічних штампів і подальшого критичного переосмислення подій XX століття та історії Української Республіки цієї епохи.
Першою подією, яка набула широкого розголосу, стало повалення пам'ятника Леніну в Києві 8 грудня 2013 року. Найактивніша фаза ленінопаду припала на перші дні після протистоянь 18–21 лютого 2014 року та втечі Віктора Януковича.

## Передумови
Повалення пам'ятників Леніну в Україні відбулось у чотири етапи. Упродовж 1990-х на Галичині та Волині демонтували понад 2000 скульптур, на рубежі 1990–2000-х у західних і центральних областях — понад 600, у 2005—2008 роках переважно у центральних областях — понад 600, у 2013—2014 — 552.
Перша хвиля повалення пам'ятників Леніну пройшла в Західній Україні у 1990–1991 роках. 1 серпня 1990 у Червонограді вперше в УРСР знесли пам'ятник Леніну. Новина облетіла весь Радянський Союз, а завдяки радіо «Свобода» стала відома у світі. Того ж року пам'ятники Леніну демонтували у Тернополі, Коломиї, Надвірній, Бориславі, Дрогобичі, Львові й інших містах Галичини.
1991-го пам'ятник Леніну був також демонтований у Києві на площі Жовтневої революції (сучасному Майдані Незалежності).
2009 року Віктор Ющенко підписав Указ № 432/2009 «Про додаткові заходи щодо вшанування пам'яті жертв Голодомору 1932—1933 років в Україні», одним із положень якого було «вжиття в установленому порядку додаткових заходів щодо демонтажу пам'ятників і пам'ятних знаків, присвячених особам, які причетні до організації та здійснення Голодоморів і політичних репресій в Україні, а також щодо перейменування в установленому порядку населених пунктів, вулиць, площ, провулків, проспектів, парків, скверів у населених пунктах України, назви яких пов'язані з іменами таких осіб». Від 2009 до початку подій Євромайдану на виконання цього указу було демонтовано декілька пам'ятників Леніну, проте у більшості міст і сіл України місцева влада не виконувала положення закону. Відтак, деякі представники місцевої громади, зокрема члени та прихильники націоналістичних організацій, брали ініціативу до своїх рук, унаслідок чого були факти зруйнувань та пошкоджень окремих монументів. Замах на повалення пам'ятника Леніну шляхом підриву в м. Бориспіль Київської області був одним з епізодів, за яким висувалися обвинувачення у гучній кримінальній справі проти так званих «васильківських терористів», порушеній 2011 року.

## Хід ленінопаду
— місто Київ, в якому пам'ятники протягом періоду відповідно демонтовані/знесені
 — обласні центри України, в яких пам'ятники протягом періоду відповідно демонтовані/знесені
 — міста, в яких пам'ятники протягом періоду відповідно демонтовані/знесені
 — селища, села, селища міського типу, в яких пам'ятники протягом періоду відповідно демонтовані/знесені

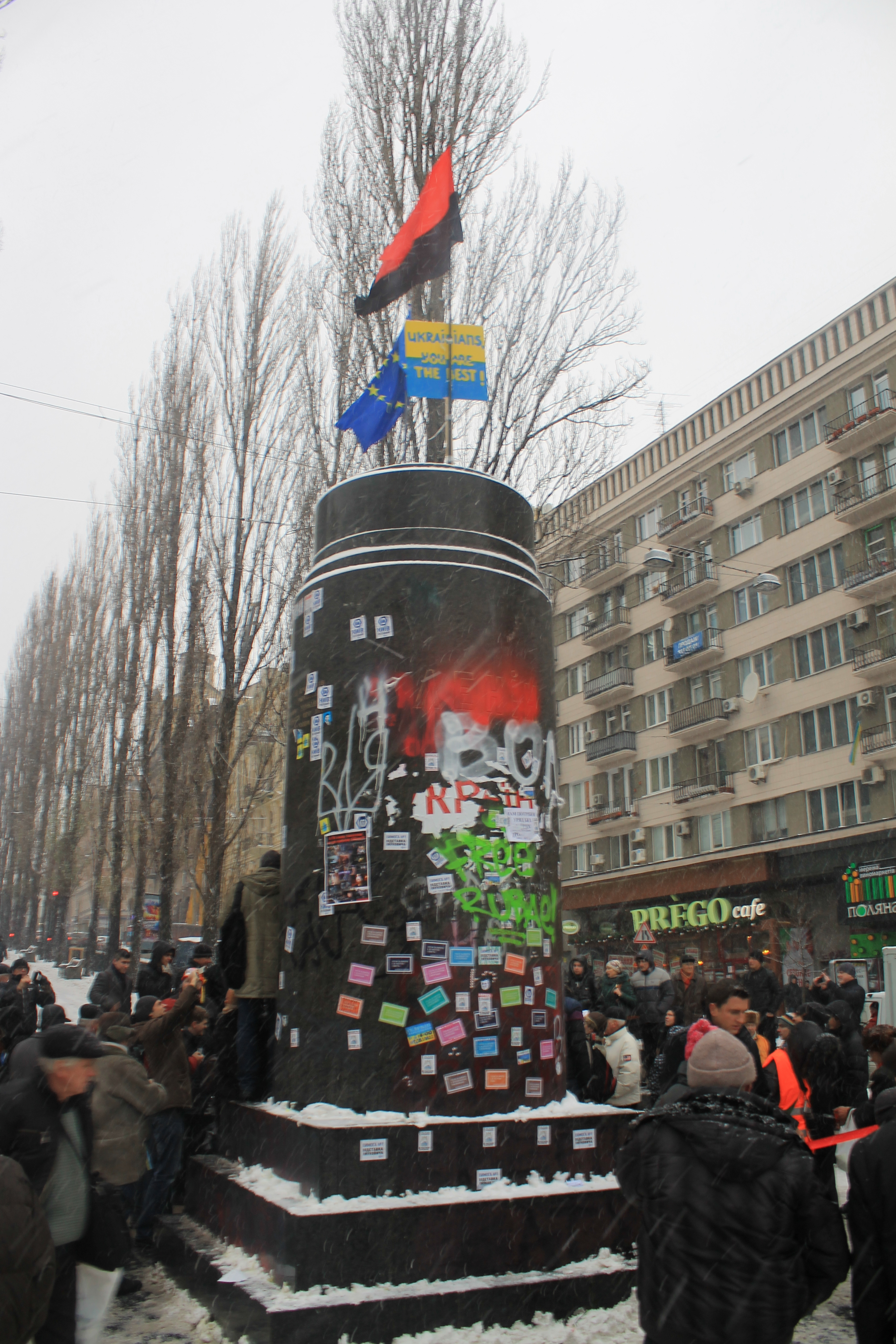
Постамент після повалення пам'ятника Леніну в Києві, 8 грудня 2013 року

Початок «ленінопаду» в його масовості покладений знесенням пам'ятника Леніну в Києві на Бесарабській площі. Подія відбулася 8 грудня 2013 року біля 18 години. Ще більш масово люди почали руйнувати пам'ятники «ідолу» Радянського Союзу після повідомлень про смерті активістів Майдану, що загинули під час силових протистоянь у Києві.
Валячи пам'ятники, протестувальники стверджують, що вони «позбавляють свої населені пункти символу тоталітаризму і відкривають шлях оновленої України». Міліція, зі свого боку, не розпочинає кримінальних проваджень за фактом хуліганства і вандалізму.
Уперше про ленінопад зайшла мова у лютому 2013, коли представники ВО «Свобода» на чолі з народним депутатом Ігорем Мірошниченком, попри попередження міліції, повалили пам'ятник Леніну у місті Охтирці на Сумщині. Слідом за цим міський голова Сум Геннадій Мінаєв за підтримки депутатів міської ради доручив демонтувати всі пам'ятники Леніну в місті. Упродовж року також було прибрано кілька пам'ятників Леніну в районних центрах та селах. 26 серпня 2013 пам'ятник Леніна демонтували на головному майдані Новограда-Волинського на Житомирщині. Демонтаж відбувся відповідно до рішення міської ради від 15 лютого 2013, яке ініціювали депутати-свободівці.

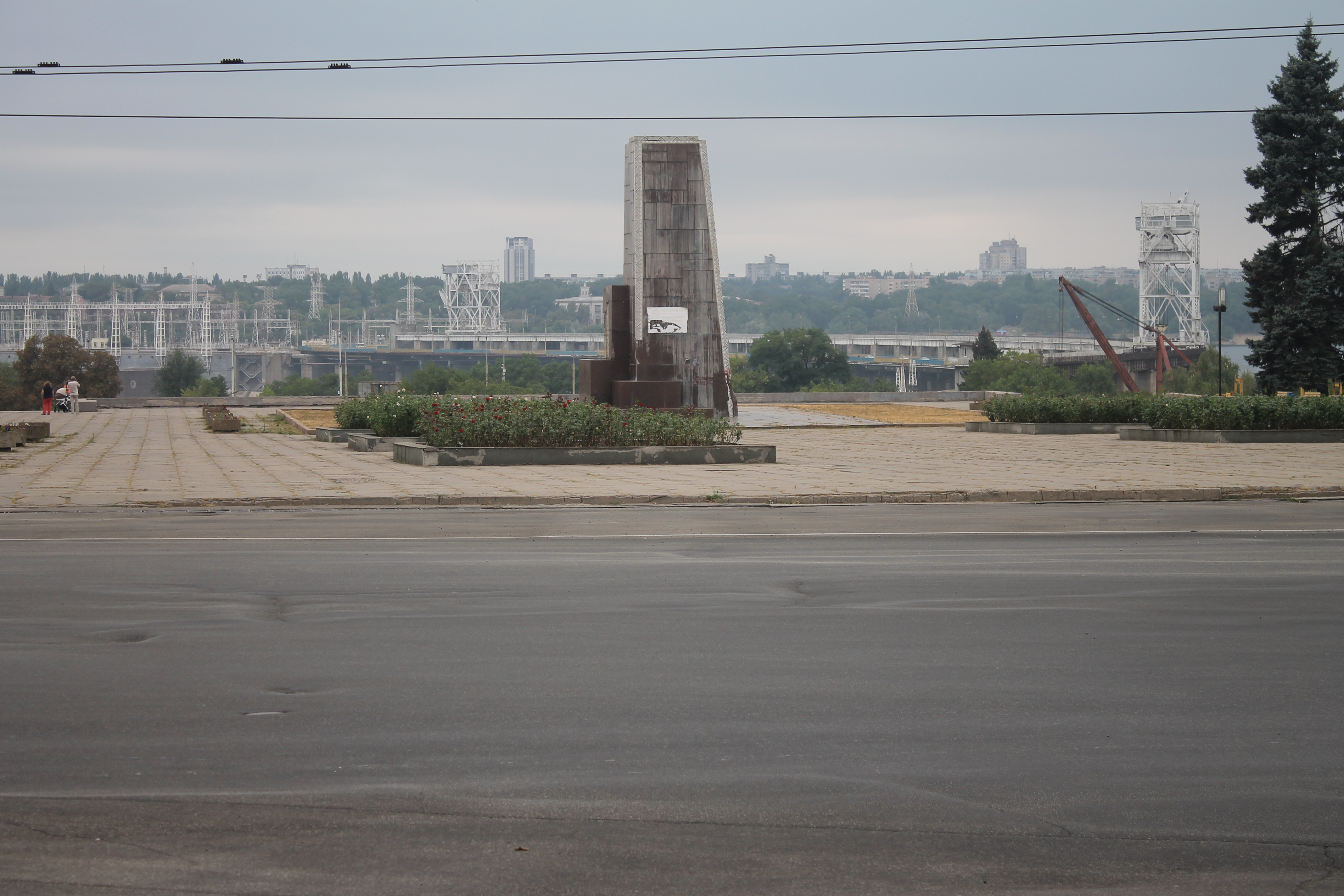
Постамент після демонтажу пам'ятника Леніну на Запорізькій площі у Запоріжжі

14 жовтня 2014 року вийшло розпорядження голови Полтавської ОДА Віктора Бугайчука щодо демонтажу в Полтавській області до кінця листопада всіх пам'ятників Леніну, яких на обліку як пам'ятки культурної спадщини було 117.
Знесення пам'ятника Леніну на площі Свободи у Харкові відбулося 28 вересня 2014. Того ж вечора голова Харківської ОДА Ігор Балута підписав розпорядження про знесення пам'ятника. Ця подія набула гучного резонансу через те, що харківський мер Генадій Кернес виступив із критикою цього заходу та оскаржив в суді правомірність розпорядження Балути.

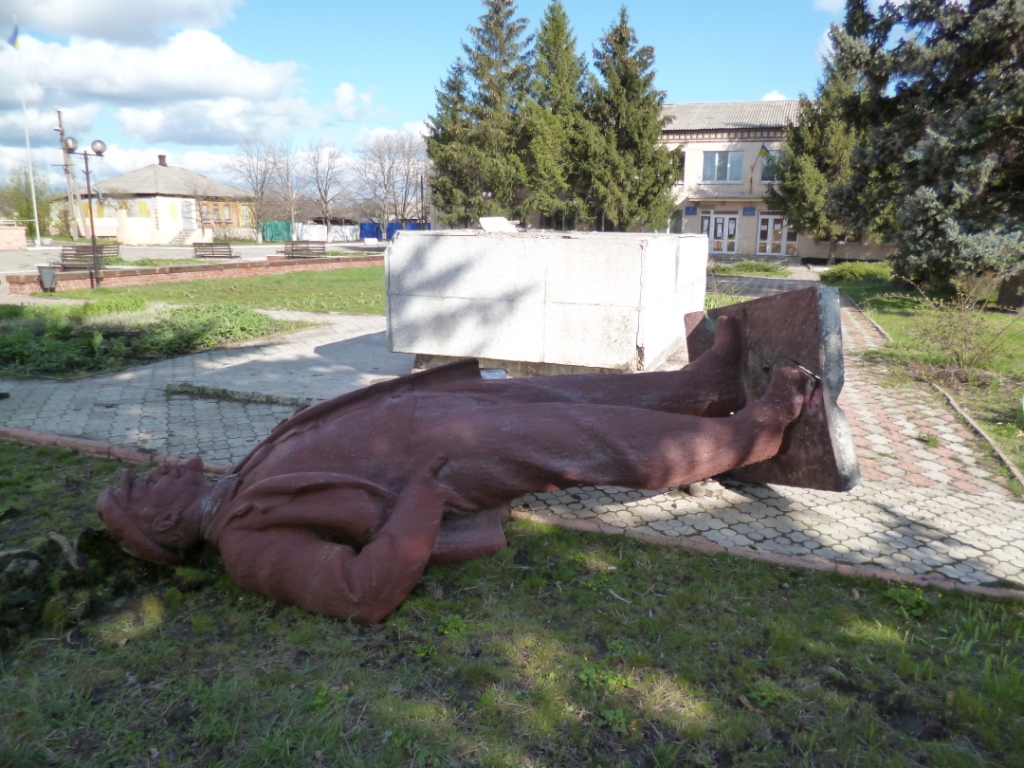
Повалений монумент у Станиці Луганській

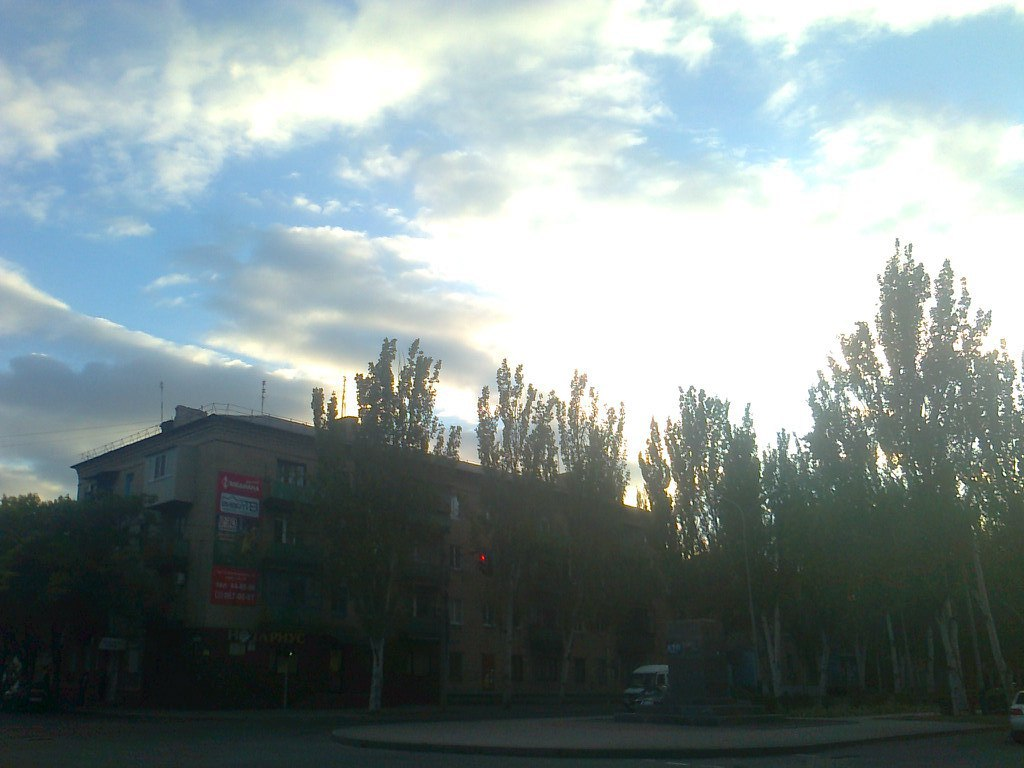
Місце від пам'ятника Леніну у Мелітополі

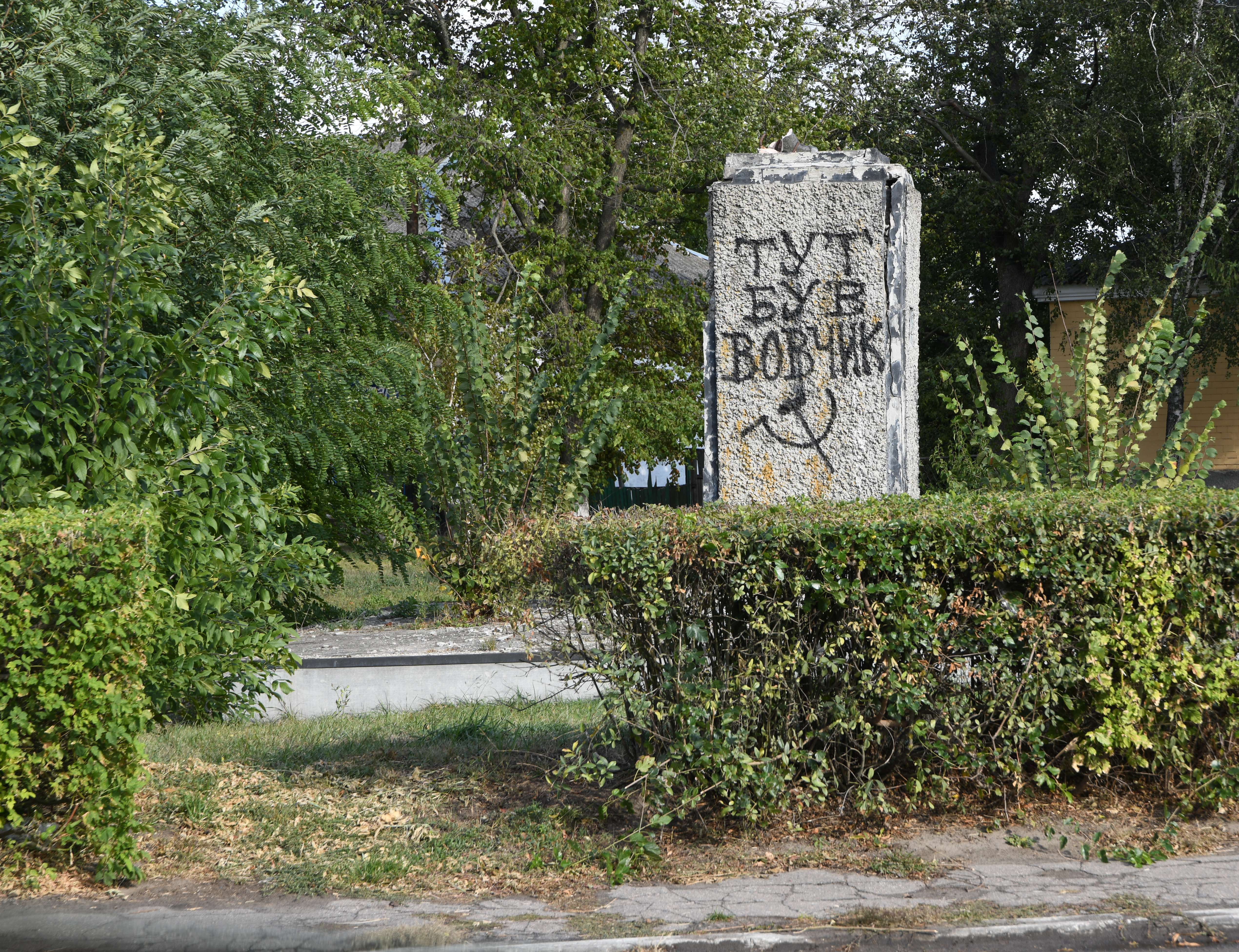
«Ленінопад» на Полтавщині: постамент у с. Великі Сорочинці

У Запоріжжі, на території військового містечка пам'ятник зняли з постаменту за допомогою троса, після чого він розколовся.
У Бердянську люди в камуфляжі повалили пам'ятник, при падінні якого була відбита рука.
Мелітополь — перше місто у Запорізькій області, в якому влада почала зносити пам'ятники Леніну.
17 березня 2016 року у Запоріжжі було демонтовано найбільший на той час пам'ятник Леніну на неокупованій території України, висотою 19,8 метра. У період з анексії Кримського півострова Російською Федерацією до 28 вересня 2014 року найбільшим пам'ятником на неокупованій території був пам'ятник Леніну в Харкові, висотою 20,2 м. Наразі найбільший пам'ятник Леніну в Україні перебуває в анексованому Російською Федерацією місті Севастополі, висотою 20,75 м.
15 травня 2016 року, в промові під час церемонії вшанування пам'яті жертв політичних репресій у Національному історико-меморіальному заповіднику «Биківнянські могили», Президент України Петро Порошенко наголосив, що: «За період з грудня 2013-го по квітень цього року демонтовано більше тисячі ідолів Леніна та близько 150 бовванів іншим радянським діячам».
Усього під час Ленінопаду в Україні було демонтовано близько 900 монументів. Станом на березень 2016 року в Україні залишилося приблизно 1 100 пам'ятників у різних регіонах країни.
У ніч на 21 жовтня 2016 року невідомі в міському саду Судака провели декомунізацію пам'ятника В. Леніну, згідно із Законами України про декомунізацію, попри тимчасову окупацію півострова Росією. Пам'ятник був встановлений у Судаку в 1930 році, до 60-річчя Леніна. У період Другої світової війни пам'ятник був зруйнований, в 1955 році його відновили, а в 1969 році він був поставлений на облік як пам'ятка історії та монументального мистецтва під № 449.
16 січня 2017 року, Український інститут національної пам'яті повідомив, що за час декомунізації було демонтовано 1320 пам'ятників «вождю пролетаріату».
22 квітня 2017 року, «вшановуючи» день народження Леніна, активісти повалили пам'ятник йому в селищі Капітанівка на Кіровоградщині, відтак ця область позбулася останнього монумента радянському вождю.

## Поза Україною
У квітні 2015 року в Росії сталося декілька пошкоджень пам'ятників Володимиру Леніну. Зокрема у Челябінську пам'ятник пофарбували у кольори українського прапора. Деякі джерела трактують ці події як поширення ленінопаду.
На початку березня 2018 року, в місті Белонія штату Трипура на сході Індії, прихильники керівної партії «Бхаратія джаната парті» (BJP) знесли пам'ятник радянському вождю Володимиру Леніну, який п'ять років тому було встановлено в центрі Коледж-скверу. Пам'ятник публічно повалили за допомогою трактора.
Через російське вторгнення в Україну у Фінляндії в 2022 році були знесені всі пам'ятники Леніну: у Гельсінкі, Турку та Котці.
18 серпня 2023 року у місті Алтай, Казахстану, пам'ятник Леніну було знесено під час проведення ремонтних робіт.
7 червня 2025 року у місті Ош в Киргистані, за рішенням мерії було знесено найвищий у світі пам'ятник Леніну.

## Статистика
Станом на грудень 2014 року, з початку року, в Україні повалили 504 пам'ятники Леніну. За підрахунками Українського інституту національної пам'яті в Україні залишається ще понад 1700 пам'ятників кату і вождю пролетаріату Володимиру Леніну.
Станом на грудень 2015 року в Україні повалили понад 800 пам'ятників Леніну і залишається менш як 1400 (1200 на підконтрольних Україні територіях) пам'ятників кату й вождеві пролетаріату Володимирові Леніну.
Станом на грудень 2016 року в Україні повалили понад 1300 пам'ятників Леніну і залишається менш як 900 (700 на підконтрольних Україні територіях) пам'ятників кату й вождеві пролетаріату Володимирові Леніну.
Станом на січень 2017 року в Україні повалили понад 1320 пам'ятників Леніну і залишається менш як 900 (700 на підконтрольних Україні територіях) пам'ятників кату й вождеві пролетаріату Володимирові Леніну.
За підрахунками активістів сайту http://leninstatues.ru/leninopad [Архівовано 15 квітня 2021 у Wayback Machine.] найбільшої кількості повалених пам'ятників ленінопад упродовж 2014 спричинив у Дніпропетровській (67) та Хмельницькій областях (59). Найменшої — в західних областях (від 0 до 4), де пам'ятники Леніну було ліквідовано в 1990-х, а також у Криму (4 пам'ятники), анексованому Росією в березні 2014.
Наразі більша частина, близько 296 пам'ятників та бюстів Леніну розташована на окупованій території України: в АР Крим та ОРДЛО. Найбільша кількість уцілілих пам'ятників та бюстів Леніну на неокупованій території станом на листопад 2016 нараховується в:
- Одеській області (38)[37];
- Миколаївській області (24);
- Херсонській області (23).

Серед обласних центрів континентальної України на центральних площах залишилися пам'ятники лише в окупованому терористами Луганську і Донецьку. Також пам'ятники Леніну залишилися у столиці Автономної Республіки Крим Сімферополі та місті Севастополі, які наразі є окупованими та анексованими Росією.
За кількістю збережених менш значущих і менш відомих пам'ятників Леніну лідерство утримують:
- Харків (15)[39];
- Київ (8);
- Одеса (6)[40].

Здебільшого в перелічених містах пам'ятки збереглися на закритих територіях підприємств.
24 жовтня 2016 року, був демонтований останній пам'ятник Леніну, що розміщувався на центральній площі районного центру (на підконтрольній Україні території).
17 серпня 2017 року, глава Українського інституту національної пам'яті Володимир В'ятрович повідомив, що, за їхньою інформацією, жодного пам'ятника вождю світового пролетаріату Леніну в містах України не залишилося. «Демонтовано 2389 пам'ятників, з них 1320 пам'ятників Леніну. За нашою інформацією, Леніна в містах більше немає — на території, яка контролюється Україною», — сказав він.
Разом з тим, станом на 28 вересня 2017 року, в деяких окремих віддалених районах областей України, як, наприклад, в с. Кубей Болградського району Одеської області, пам'ятники Леніну і Калініну продовжують стояти, а місцеві громади продовжують їх утримувати та ремонтувати.
20 травня 2018 року, під час заходів з нагоди Дня пам'яті жертв політичних репресій, Президент України Петро Порошенко повідомив, що: «На підставі закону України про засудження комуністичного та націонал-соціалістичного тоталітарних режимів було перейменовано 52 тисячі площ і вулиць, майже тисячу населених пунктів. Одних тільки пам'ятників Леніну демонтували майже 1,5 тисячі.».
19 травня 2019 року, глава Українського інституту національної пам'яті Володимир В'ятрович в програмі Радіо «Свобода» «Суботнє інтерв'ю» повідомив, що, в Україні декомунізація фактично завершена. За його даними, в Україні демонтували майже всі пам'ятники Леніна.
«Пам'ятників близько 2,5 тисячі. Не тільки Іллічу, а й іншим комуністичним вождям. Але ми не можемо сказати, що це точно всі, тому що значна частина цих пам'ятників просто не перебуває на жодних обліках. Це може бути пам'ятник на території якогось заводу, про який вже ніхто не пам'ятає, чи на території якогось села, про яке ніхто не пам'ятає. Відповідно ми можемо реагувати тільки по факту виявлення цих пам'ятників. З тих пам'ятників, що ми знали, комуністичних, зокрема Леніну, вже немає», — розповів В'ятрович.
Разом з тим, станом на 03 травня 2020 року, згідно з повідомленнями в деяких ЗМІ, тільки в Одеській області, пам'ятники Леніну продовжують стояти в 5 селах, а саме в с. Виноградівка, Городнє, Залізничне, Калчева Болградського району, а також в с. Первомайське Захарівського району.
Значна кількість пам'ятників також лишилася в містах, які розташовані на тимчасово окупованих територіях, а саме:
- Севастополь (17);
- Ялта (17);
- Донецьк (17);
- Луганськ (14).

## Реакції

### Підтримка
У січні 2015 року, Міністерство культури України оголосило, що буде заохочувати будь-які громадські ініціативи, пов'язані з очищенням України від пам'яток діячам комуністичного минулого. За словами міністра В'ячеслава Кириленка, його відомство ініціюватиме виведення з Державного реєстру нерухомих пам'яток України всіх зазначених там пам'ятників, пов'язаних із комуністичними діячами. «Держава не буде протидіяти, а навпаки, всіляко сприятиме будь-яким громадським ініціативам, які боротимуться за очищення України від цих реліктів тоталітарного минулого», — наголосив міністр.
У квітні 2015 року, Верховна Рада України проголосувала за законопроєкт «Про засудження комуністичного та націонал-соціалістичного (нацистського) тоталітарних режимів в Україні та заборону пропаганди їх символіки», який зокрема зобов'язуватиме місцеві влади демонтувати пам'ятники комуністичним діячам на території України.

### Протидія
В окремих населених пунктах прихильники залишення пам'ятників Леніну об'єднувалися для його захисту від противників залишення пам'ятників. У деяких випадках із плином часу такий опір вдавалося подолати, і монументи було усунуто вже восени-взимку 2014 під час нової хвилі ленінопаду. Однак більшість таких монументів залишилися стояти й досі.

#### На окупованих територіях
У 2022 році в ході вторгнення Росії в Україну в окупованому росіянами місті Генічеськ, на головній площі був заново встановлений пам'ятник Леніну (що відрізняється від раніше знесеного). 30 квітня 2022 року в Новій Каховці росіянами було знову встановлено пам'ятник Леніну .
До дня народження Володимира Леніна російськими окупантами були відновлені пам'ятники в селі Микільському (Донецька область) та у Мелітополі. 30 квітня було відновлено пам'ятник у Новій Каховці . До 105-ї річниці Жовтневої революції в Мелітополі росіяни поставили назад головний пам'ятник Леніну в місті .
У грудні 2022 року російською окупаційною адміністрацією з нагоди 100-річчя від дня заснування Союзу Радянських Соціалістичних Республік було повернуто на старе місце пам'ятник у Світлодарську.

## Оцінки
- Юрій Фельштинський:|  | Не випадково ті демонстрації, які ми бачили після анексії Криму на сході і на південному сході України, організовувалися на площах навколо пам'ятників Леніну, з червоними прапорами з серпом і молотом. Те, що зараз відбувається в Україні, те, що було підстьобнуто російською агресією — це зіткнення нової України і старого Радянського Союзу, до якого нинішня Росія намагається повернутися за допомогою України, захопивши частину її територій. Мені незрозуміло, чого тільки зараз у різних містах України починають зносити пам'ятники Леніну; чому всі ці 24 роки вони продовжували стояти; чому держадміністрації незалежної країни їх не знесли раніше? |

## Цікаві факти
- У селищі Нова Прага на Кіровоградщині розібрали п'єдестал пам'ятника Леніну, який повалили ще в 1990-х. При демонтажі постамента виявилося, що статуя Леніна стояла на могильних плитах українців, похованих ще у XVIII столітті[56]. Схожа знахідка була виявлена в лютому 2014 у місті Ржищів Київської області після знесення пам'ятника Леніну[57].
- У В'єтнамі заборонили писати про знесений пам'ятник Леніну у Києві[58].
- Оригінальний, суто з місцевим колоритом, спосіб позбутися пам'ятника вождеві пролетаріату відбувся в Одесі, де, за допомогою скульптора Олекси Мілова, його було перероблено на пам'ятку Дартові Вейдеру[59].
- У липні 2020 року пам'ятник Леніну у селі Залізничне Болградського району на Одещині був перетворений на пам'ятник болгарському переселенцю[60].